# Hortiboletus engelii
Hortiboletus engelii är en sopp i familjen Boletaceae.

## Förekomst
Den röriga taxonomiska historien (se nedan) och förväxling med aprikossopp och rödsopp gör att utbredningen är något osäker, men Boris Assyov anger att arten troligen är vitt spridd i Europa. Den förekommer uppenbarligen i Norden, men den är inte ens upplagd på Dyntaxa/Artdatabanken. Både aprikossopp, som inte är funnen i Norden, och Xerocomus communis som är ett hopblandat taxon ("nomen confusum") av denna art och rutsopp är upplagda och anges tillika som bofasta och reproducerande i Sverige, vilket illustrerar förvirringen. I Danmark finns den "lite här och där", dock är den mindre vanlig på Jyllands hedesletter. Den förekommer också i Finland.

## Taxonomi
Hortiboletus engelii beskrevs som Boletus engelii av Jiří Hlaváček 2001. Den fördes till Xerocomellus av Josef Šutara 2008 och till Xerocomus av Matteo Gelardi 2009. År 2015 fördes den till Hortiboletus av Alona Yu. Biketova och Solomon P. Wasser.
Arten anses vara synonym till Boletus subtomentosus subsp. declivitatum som beskrevs av C. Martin 1904 och som beskrevs som egen art, Boletus declivatum, av Roy Watling 2004 År 2007 flyttades den till Xerocomus av Wolfgang Klofac.
H. engelii anses också av flera auktorer vara synonym till den av Jean Baptiste François Bulliard beskrivna Boletus communis och som placerades i Xerocomus av Marcel Bon 1985.
Arten är uppkallad efter den tyske mykologen Heinz Engel som (tillsammans med Thomas Brückner) hade gett arten det provisoriska namnet Xerocomus quercinus i Die Pilzflora Nordwestoberfrankens 1990.